# Білий кузов

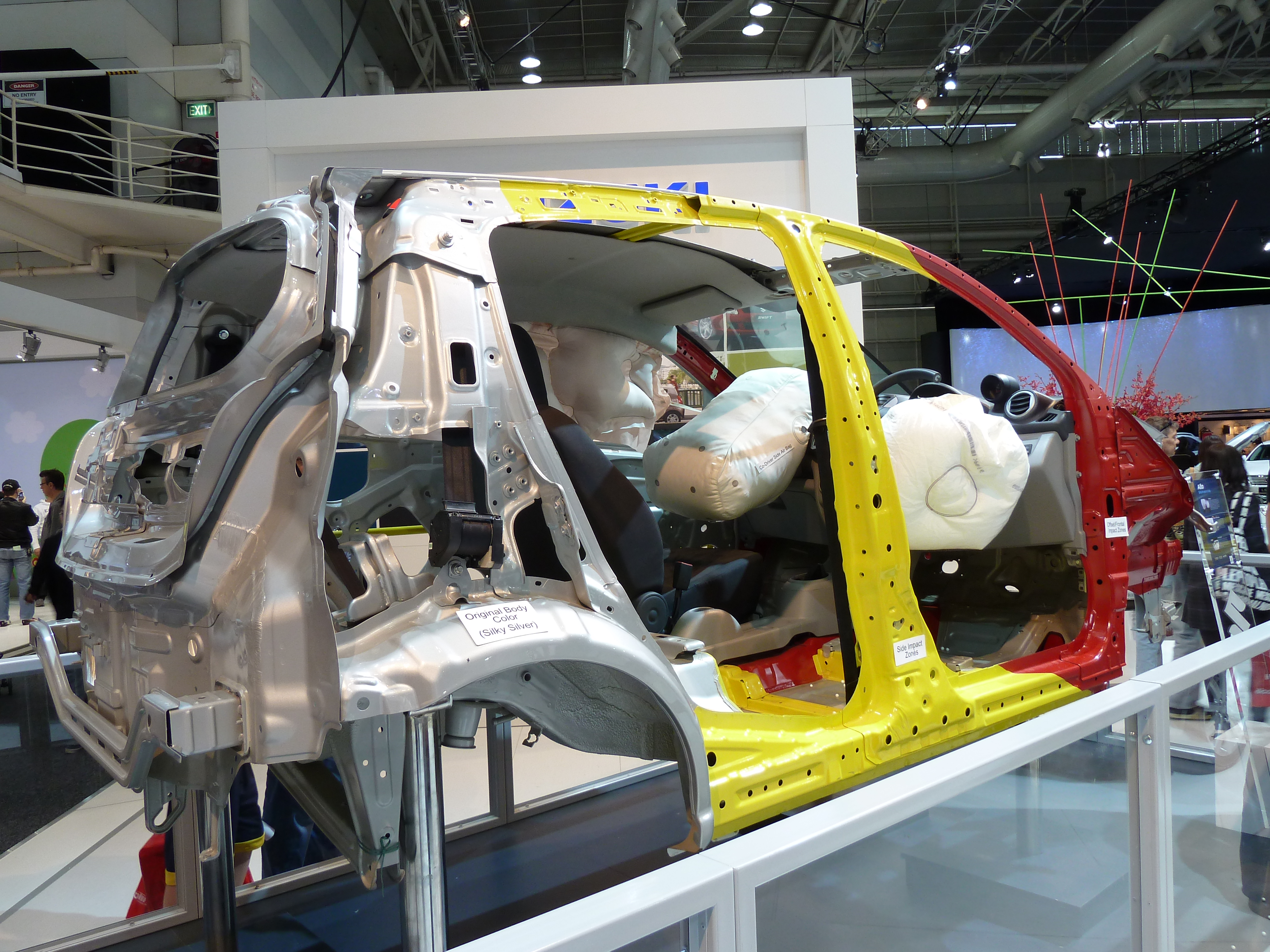
Білий кузов, частково оновлений, щоб підкреслити системи безпеки, встановлені на автомобілі.

Білий кузов також кузов у білому (англ. Body in white) (BIW) — це етап у виробництві автомобілів, на якому каркас кузова автомобіля перед фарбуванням, з’єднується разом, з двигуном, вузлами шасі чи оздобленням (скло, дверні замки/ручки, сидіння, оббивка), електроніка тощо) щоб вони були інтегровані в структуру. Збірка передбачає різні методи, такі як зварювання (точкове, MIG/MAG або фрикційне зварювання), заклепування, склеювання та лазерне паяння.
Цей термін походить від практики виробництва монококів зі сталевим цільним корпусом, коли кузови автомобілів виготовлялися сторонніми фірмами на окремому шасі з двигуном, підвіскою та бамперами. Виробники виготовляли або купували дерев’яні корпуси (з тонкими неструктурними металевими листами зовні) для кріплення до рами. Кузови були пофарбовані в білий колір перед остаточним фарбуванням. 
Народна етимологія слова «кузов у білому» означає зовнішній вигляд кузова автомобіля після того, як його занурюють у білу ванну з ґрунтовкою (перед фарбуванням) — незважаючи на те що справжній колір ґрунтовки сірий. 
У дизайні автомобілів «в білому кузові» на етапі  розробки доробляються остаточні контури кузова автомобіля в рамках підготовки до замовлення дорогого виробничого штампування. Перед тим, як глиняну модель із дизайнерської студії можна буде перетворити на білий кузов, готовий до виробництва, потрібне широке комп’ютерне моделювання стійкості до ударів, технологічності та аеродинаміки автомобіля. 
Заводи можуть пропонувати автомобілі BIW гонщикам, які потім можуть замінити до 90% запчастинам автомобіля після продажу, а нішеві виробники, такі як Ruf Automobile, починають свої автомобілі з BIW від інших виробників.